# Ольхинг
Ольхинг (нем. Olching) — город в Германии, в земле Бавария. 
Подчиняется административному округу Верхняя Бавария. Входит в состав района Фюрстенфельдбрукк.  Население составляет 25 081 человек (на 31 декабря 2010 года). Занимает площадь 29,91 км². Официальный код  —  09 1 79 142.